# Lirabuccinum dirum
Lirabuccinum dirum är en snäckart som först beskrevs av Reeve 1846.  Lirabuccinum dirum ingår i släktet Lirabuccinum och familjen valthornssnäckor. Inga underarter finns listade i Catalogue of Life.